# Rajd Akropolu 1960
Rajd Akropolis 1960 (8. Rally Acropolis) – 8 edycja rajdu samochodowego Rajd Akropolis rozgrywanego w Grecji. Rozgrywany był od 19 do 22 maja 1960 roku. Była to czwarta runda Rajdowych Mistrzostw Europy w roku 1960.

## Klasyfikacja rajdu
| Miejsce                      | Kierowca                     | Pilot                        | Samochód                     | Czas                         | Strata                       |                              |
| Klasyfikacja generalna i ERC | Klasyfikacja generalna i ERC | Klasyfikacja generalna i ERC | Klasyfikacja generalna i ERC | Klasyfikacja generalna i ERC | Klasyfikacja generalna i ERC | Klasyfikacja generalna i ERC |
| ---------------------------- | ---------------------------- | ---------------------------- | ---------------------------- | ---------------------------- | ---------------------------- | ---------------------------- |
| 1.                           | Walter Schock                | Rolf Moll                    | Mercedes-Benz 220 SE         |                              | 0.0                          |                              |
| 2.                           | Erik Carlsson                | Walter Karlsson              | Saab 96                      | 2                            |                              |                              |
| 3.                           | Wolfgang Levy                | Heinz Walter                 | DKW AU 1000                  | 3                            | +1                           |                              |
| 4.                           | Peter Harper                 | Peter Procter                | Sunbeam Rapier               | 28                           | +26                          |                              |
| 5.                           | Nikos Filinis                | Stelios Mourtzopoulos        | Sunbeam Rapier               | 44                           | +42                          |                              |
| 6.                           | Gunnar Andersson             | Max Nathan                   | Volvo PV 544                 | 1:23                         | +1:21                        |                              |
| 7.                           | Leopold von Zedlitz          | Wolfgang Diemer              | Mercedes-Benz 220 SE         | 3:02                         | +3:00                        |                              |
| 8.                           | Helmut Busch                 | K. Zimmerman                 | Porsche 356 Carrera          | 4:32                         | +4:30                        |                              |
| 9.                           | Henri Blanchoud              | Robert Berger                | Saab 93                      | 4:34                         | +4:32                        |                              |
| 10.                          | Egon von Westerholt          | Joachim Kühling              | Jaguar Mk2 3.4               | 5:18                         | +5:16                        |                              |